# El cantar de mis penas
El cantar de mis penas es una película de Argentina en blanco y negro dirigida por Julio Irigoyen según su propio guion que se filmó en 1941 y que tuvo como principales intérpretes al cantor de tango Héctor Palacios, Laura Nelson, Lea Conti y Percival Murray. Se trata de un filme, actualmente perdido, que se exhibió como complemento recién el 6 de septiembre de 1960.

## Reparto
- Héctor Palacios
- Laura Nelson
- Lea Conti
- Percival Murray
- Yaya Palau
- José S. Harold
- Beba Ocampo
- Aurelia Musto
- Enrique Vimo
- Oscar Dalton
- Elvita Solans
- Ramón Vila
- Raúl del Valle
- Florencio Rey
- José Barreiro
- Luis Quiles
- Emilio Musso
- José Maggiora

## Producción
El filme fue producido por Buenos Aires Film, una empresa dirigida por Julio Irigoyen que se caracterizaba por producir filmes clase “C” de muy bajo presupuesto y poca calidad artística, que en general eran historias con los personajes característicos de la ciudad: guapos prostitutas, cantores de tango, jugadores en oscuros cafetines, hipódromos y salones aristocráticos. La mayoría eran películas de gauchos o típicamente porteñas, con tango o con canciones de tierra adentro. Es dificultoso acceder a información sobre esas películas, en primer lugar porque una parte no se estrenó en Buenos Aires sino en las provincias del interior de Argentina y también en otros países de América Latina, en segundo término porque Irigoyen no conservaba los negativos y en tercer lugar por el escaso interés que tenía por ellas la prensa especializada.